# جوزيف جيلينك
جوزيف جيلينك (بالتشيكية: Josef Jelínek)‏ مواليد 9 يناير 1941 في براغ، هو لاعب كرة قدم تشيكي سابق كان يلعب كمهاجم. سبق له أن لعب في كأس العالم لكرة القدم مع منتخب بلاده.

## المسيرة الاحترافية

### أندية لعب لها
- غو أهد إيغلز
- بوهيميانز 1905

## روابط خارجية
- جوزيف جيلينك على موقع الاتحاد الدولي (مؤرشف)  (الإنجليزية)
- جوزيف جيلينك على موقع قاعدة بيانات كرة القدم.إي يو (الإنجليزية)
- جوزيف جيلينك على موقع بيانات كرة القدم. دي إي (الألمانية)
- جوزيف جيلينك على موقع ناشيونال فوتبول تيمز (الإنجليزية)
- جوزيف جيلينك على موقع Soccerway.com (الإنجليزية)
- جوزيف جيلينك على موقع عالم كرة القدم.نت (الإنجليزية)